# Fernando Tomé
Fernando Massano Tomé (Porto, 10 luglio 1947) è un ex calciatore portoghese, di ruolo centrocampista.

## Carriera

### Nazionale
Ha collezionato 2 presenze con la maglia della Nazionale.

## Statistiche

### Presenze e reti in Nazionale
| Cronologia completa delle presenze e delle reti in nazionale ― Portogallo | Cronologia completa delle presenze e delle reti in nazionale ― Portogallo | Cronologia completa delle presenze e delle reti in nazionale ― Portogallo | Cronologia completa delle presenze e delle reti in nazionale ― Portogallo | Cronologia completa delle presenze e delle reti in nazionale ― Portogallo | Cronologia completa delle presenze e delle reti in nazionale ― Portogallo | Cronologia completa delle presenze e delle reti in nazionale ― Portogallo | Cronologia completa delle presenze e delle reti in nazionale ― Portogallo |
| Data                                                                      | Città                                                                     | In casa                                                                   | Risultato                                                                 | Ospiti                                                                    | Competizione                                                              | Reti                                                                      | Note                                                                      |
| ------------------------------------------------------------------------- | ------------------------------------------------------------------------- | ------------------------------------------------------------------------- | ------------------------------------------------------------------------- | ------------------------------------------------------------------------- | ------------------------------------------------------------------------- | ------------------------------------------------------------------------- | ------------------------------------------------------------------------- |
| 02-11-1969                                                                | Berna                                                                     | Svizzera                                                                  | 1 – 1                                                                     | Portogallo                                                                | Qual. Mondiali 1970                                                       | -                                                                         |                                                                           |
| 10-12-1969                                                                | Londra                                                                    | Inghilterra                                                               | 1 – 0                                                                     | Portogallo                                                                | Amichevole                                                                | -                                                                         |                                                                           |
| Totale                                                                    |                                                                           | Presenze                                                                  | 2                                                                         |                                                                           | Reti                                                                      | 0                                                                         |                                                                           |

## Palmarès

### Club

#### Competizioni nazionali
- Coppa del Portogallo: 4

Vitória Setúbal: 1966-1967
Sporting Lisbona: 1970-1971, 1972-1973, 1973-1974
- Campionato portoghese: 1

Sporting Lisbona: 1973-1974